# Arjan van der Schaft
Arjan J. van der Schaft (1955) é um engenheiro eletricista neerlandês, professor da Universidade de Groningen. 
Foi palestrante convidado do Congresso Internacional de Matemáticos em Madrid (2006: Lista de palestrantes do Congresso Internacional de Matemáticos).

## Livros
- System Theoretic Descriptions of Physical Systems (1984)
- Variational and Hamiltonian Control Systems (1987, with P.E. Crouch)
- Nonlinear Dynamical Control Systems (1990, with H. Nijmeijer)
- L2-Gain and Passivity Techniques in Nonlinear Control (2000)
- An Introduction to Hybrid Dynamical Systems (2000, with J.M. Schumacher)
- Modeling and Control of Complex Physical Systems: the Port-Hamiltonian Approach (Geoplex Consortium, 2009)

## Honors and awards
- Fellow of the Institute of Electrical and Electronics Engineers since 2002.
- The paper "A.J. van der Schaft, L2-gain analysis of nonlinear systems and nonlinear state feedback H∞ control, TAC. AC-37, pp. 770–784, 1992" was the Dutch research paper in international scientific journals within the Technical Sciences that obtained the largest number of citations during the evaluation period 1994–1998.[2]
- Invited semi-plenary speaker at the International Congress of Mathematicians, Madrid, 22–30 August 2006: From networks models to geometry: a new view on Hamiltonian systems.
- SICE Takeda Best Paper Prize 2008 for "An approximation method for the stabilizing solution of the Hamilton-Jacobi equation for integrable systems", a Hamiltonian perturbation approach', Transactions of the Society of Instrument and Control Engineers (SICE), 43, pp. 572–580, 2007.